# Ów chłodny dzień w parku
Ów chłodny dzień w parku – amerykański dramat z 1970 r. w reżyserii Roberta Altmana.

## Obsada
- Sandy Dennis jako Frances Austen
- Michael Burns jako Chłopiec
- Susanne Benton jako Nina
- David Garfield jako Nick
- Luana Anders jako Sylvia
- Edward Greenhalgh jako dr Stevenson
- Lloyd Berry jako pan Parnell
- Rae Brown jako pani Parnell
- Linda Sorenson jako prostytutka
- Doris Buckingham jako pani Ebury
- Frank Wade jako pan  Ebury
- Alicia Ammon jako pani Pitt